# From Elvis Presley Boulevard, Memphis, Tennessee
Albums de Elvis Presley
The Sun Sessions
(1976) Welcome to My World
(1977)
Singles
1. Hurt
Sortie : 12 mars 1976

From Elvis Presley Boulevard, Memphis, Tennessee est un album d'Elvis Presley sorti en 1976.

## Enregistrement
Les dix titres de l'album ont été enregistrés lors de six jours de sessions à Graceland, la propriété d'Elvis Presley. D'autres titres enregistrés durant ces sessions sont parus sur son album suivant, Moody Blue, le dernier paru de son vivant.

## Titres

### Face 1
1. Hurt (Jimmie Crane, Al Jacobs) – 2:05
2. Never Again (Billy Edd Wheeler, Jerry Chesnut) – 2:48
3. Blue Eyes Crying in the Rain (Fred Rose) – 3:41
4. Danny Boy (Frederic E. Weatherly) – 3:54
5. The Last Farewell (Roger Whittaker, Ron A. Webster) – 4:01

### Face 2
1. For the Heart (Dennis Linde) – 3:20
2. Bitter They Are, Harder They Fall (Larry Gatlin) – 3:15
3. Solitaire (Neil Sedaka, Phil Cody) – 4:39
4. Love Coming Down (Jerry Chesnut) – 3:05
5. I'll Never Fall in Love Again (Lonnie Donegan, Jimmy Currie) – 3:43